# Geokichla camaronensis
Geokichla camaronensis là một loài chim trong họ Turdidae.